# Lijst van voetbalinterlands Australië - Fiji
Deze lijst van voetbalinterlands is een overzicht van alle officiële voetbalwedstrijden tussen de nationale teams van Australië en Fiji. De landen speelden tot op heden negen keer tegen elkaar, te beginnen met een vriendschappelijke interland op 19 maart 1977 in Suva. Het laatste duel, een kwalificatiewedstrijd voor het Wereldkampioenschap voetbal 2006, werd gespeeld op 2 juni 2004 in Adelaide.

## Wedstrijden
| № | Plaats        | Datum             | Competitie           | Wedstrijd        | Uitslag |
| - | ------------- | ----------------- | -------------------- | ---------------- | ------- |
| 1 | Suva          | 19 maart 1977     | Vriendschappelijk    | Fiji – Australië | 1 – 0   |
| 2 | Suva          | 26 juli 1981      | WK 1982 kwalificatie | Fiji – Australië | 1 – 4   |
| 3 | Melbourne     | 14 augustus 1981  | WK 1982 kwalificatie | Australië – Fiji | 10 – 0  |
| 4 | Nadi          | 26 november 1988  | WK 1990 kwalificatie | Fiji – Australië | 1 – 0   |
| 5 | Newcastle     | 3 december 1988   | WK 1990 kwalificatie | Australië – Fiji | 5 – 1   |
| 6 | Brisbane      | 25 september 1998 | OFC Nations Cup 1998 | Australië – Fiji | 3 – 1   |
| 7 | Coffs Harbour | 14 april 2001     | WK 2002 kwalificatie | Fiji – Australië | 0 – 2   |
| 8 | Auckland      | 10 juli 2002      | OFC Nations Cup 2002 | Australië – Fiji | 8 – 0   |
| 9 | Adelaide      | 2 juni 2004       | WK 2006 kwalificatie | Australië – Fiji | 6 – 1   |

## Samenvatting
| Competitie        | Totaal gespeeld | Winst Australië | Gelijk | Winst Fiji | Doelsaldo Australië – Fiji |
| ----------------- | --------------- | --------------- | ------ | ---------- | -------------------------- |
| WK-kwalificatie   | 6               | 5               | 0      | 1          | 27 − 4                     |
| OFC Nations Cup   | 2               | 2               | 0      | 0          | 11 − 1                     |
| Vriendschappelijk | 1               | 0               | 0      | 1          | 0 − 1                      |
| Totaal            | 9               | 7               | 0      | 2          | 38 − 6                     |

Wedstrijden bepaald door strafschoppen worden, in lijn met de FIFA, als een gelijkspel gerekend.